# Kevin Rodríguez
Kevin José Rodríguez Cortez (ur. 4 marca 2000 w Ibarrze) – ekwadorski piłkarz występujący na pozycji napastnika, reprezentant Ekwadoru, od 2023 roku zawodnik belgijskiego Unionu Saint-Gilloise.